# 板見恒松
板見 恒松（いたみ つねまつ、生没年不明）は、日本の実業家、政治家。元米子町会議員。

## 経歴
大正4年（1915年）、寺区長に当選。
大正10年（1921年）9月、米子町会議員に当選。
県立工業学校建築協議委員に大正10年（1921年）10月22日選定、同年12月事務終了。
臨時水道委員に大正12年（1923年）8月28日選定。

## 人物像

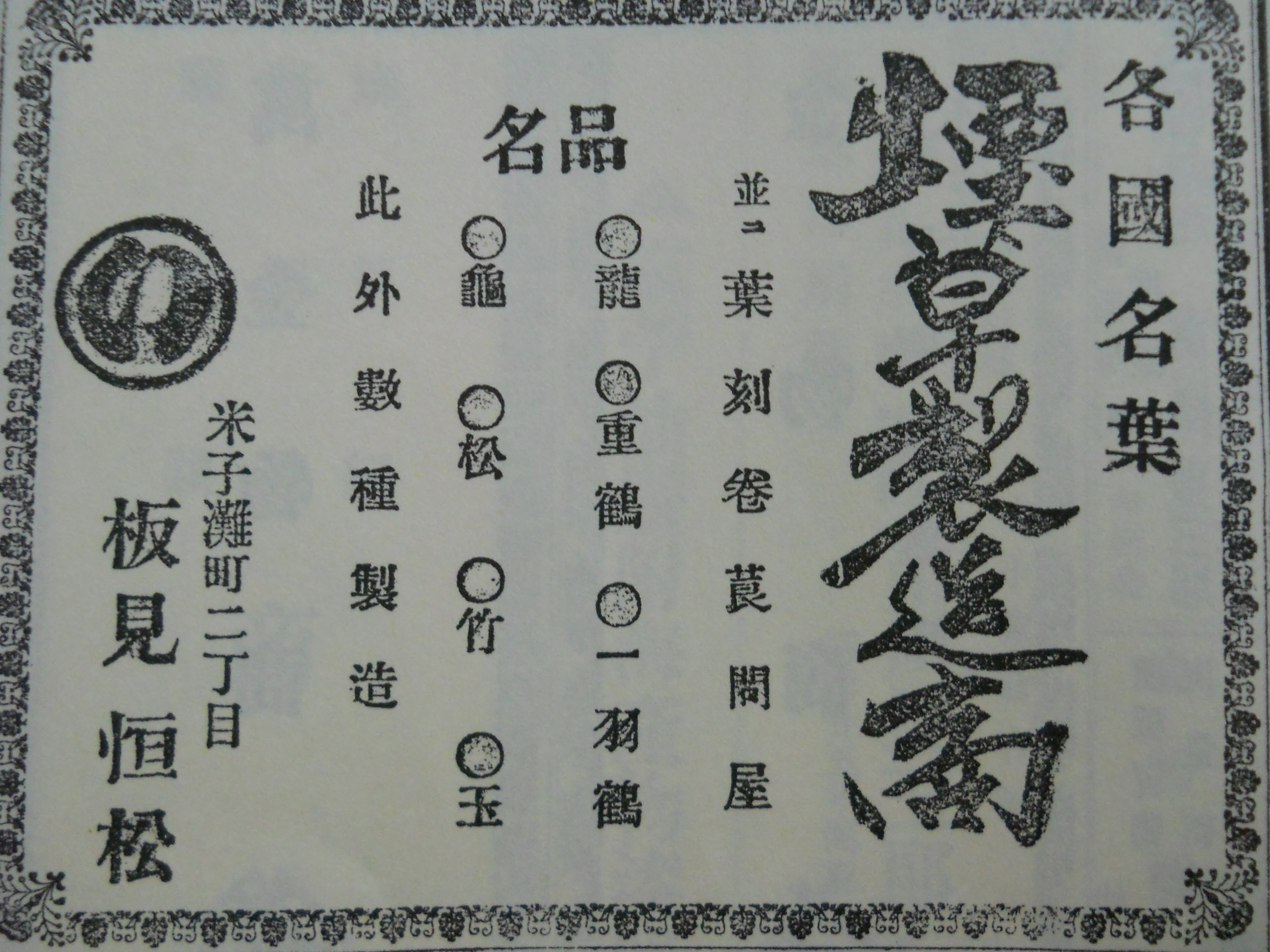
煙草製造商並ニ葉刻卷茛問屋
（『帝國實業名鑑』より）

『帝國實業名鑑』（第十二號、明治32年（1899年）3月発行）によれば、板見恒松は米子灘町で煙草製造商並に葉刻卷茛問屋を営んでいた。